# Athelocystis
Athelocystis — рід грибів родини Atheliaceae. Назва вперше опублікована 2010 року.

## Класифікація
До роду Athelocystis відносять 1 вид:
- Athelocystis capitata